# Pjotr Oegroemov
Pjotr Oegroemov (Riga, 1 januari 1961) is een voormalig Lets wielrenner.

## Belangrijkste overwinningen
1984
- Eindklassement Baby Giro
- Proloog Tour de l'Avenir
- Proloog Vredeskoers

1986
- Nationaal kampioenschapschap weg
- GP Torres Vedras

1987
- 3e etappe Ronde van de Sarthe
- Eindklassement Ronde van de Sarthe

1989
- 6e etappe Wielerweek van Lombardije
- Memorial Nencini

1990
- Trofeo dello Scalatore 3

1991
- Eindklassement Ronde van Asturië

1993
- Ronde van Friuli
- 3e etappe Ronde van Italië
- Eindklassement Bicicleta Vasca

1994
- 18e etappe Ronde van Frankrijk
- 19e etappe Ronde van Frankrijk

## Resultaten in voornaamste wedstrijden
| Jaar | Ronde van Italië | Ronde van Frankrijk | Ronde van Spanje |
| ---- | ---------------- | ------------------- | ---------------- |
| 1989 | 16e              |                     | 35e              |
| 1990 | 8e               | 45e                 |                  |
| 1991 |                  |                     | 8e               |
| 1992 | 20e              |                     | 18e              |
| 1993 | ↑ (1)            |                     |                  |
| 1994 | 24e              | ↑ (2)               |                  |
| 1995 | ↑                |                     | 22e              |
| 1996 | 4e               | 7e                  |                  |
| 1997 | opgave           |                     |                  |
| 1998 | 40e              |                     |                  |
| 1999 | opgave           |                     |                  |

| Jaar | Milaan-San Remo | Amstel Gold Race | Luik-Bast.‑Luik | Ronde van Lombardije | Waalse Pijl | Kampioenschap van Zürich |  | WK op de weg |
| ---- | --------------- | ---------------- | --------------- | -------------------- | ----------- | ------------------------ |  | ------------ |
| 1989 |                 |                  |                 |                      |             |                          |  | 37e          |
| 1990 |                 |                  |                 | 39e                  |             |                          |  | 11e          |
| 1991 |                 |                  |                 |                      |             |                          |  | 13e          |
| 1992 |                 |                  |                 |                      |             |                          |  | 7e           |
| 1993 |                 |                  |                 | 7e                   |             |                          |  |              |
| 1994 |                 |                  |                 |                      |             | 58e                      |  | 10e          |
| 1995 |                 |                  |                 | 21e                  |             |                          |  |              |
| 1996 |                 |                  |                 |                      | 21e         | 54e                      |  | 58e          |
| 1997 |                 |                  |                 | 38e                  |             | 32e                      |  | 25e          |
| 1998 | 109e            | 83e              |                 |                      |             |                          |  |              |
| 1999 |                 |                  |                 |                      |             |                          |  |              |

Wielerploegen van Pjotr Oegroemov
Argentin · Berzin · Bobrik · Bottaro · Frattini · Gamba · Imboden · Kappes · Martinelli · Minali · Oegroemov · Pierobon · Puttini · Volpi
Argentin · Berzin · Bobrik · Bontempi · Bottaro · Cenghialta · Colombo · Frattini · Furlan · Gamba · Minali · Oegroemov · Riis · Volpi · Zaina · Brignoli (stagiair)
Berzin · Bobrik · Bontempi · Bottaro · Brignoli · Cenghialta · Cerioli · Colombo · Frattini · Furlan · Gotti · Minali · Mosole · Odriozola · Oegroemov · Riis · Santaromita · Volpi · Zanini · Giacomazzi (stagiair)
Bonciucov ·
Cattai ·
Chiurato ·
Davidenko ·
Dzjavanjan ·
Ferrigato ·
Fincato ·
Fondriest ·
Hontsjenkov ·
Lino ·
Manzoni · 
Oegroemov · 
Savoldelli ·
Sedoen · 
Sgnaolin · 
Sivakov · 
Soerkov · 
Zen
Cattai ·
Dzjavanjan ·
Ferrigato ·
Fincato ·
Hontsjenkov ·
Kokorine ·
Konysjev ·
Manzoni · 
Neljoebin ·
Oegroemov · 
Padrnos ·
Savoldelli ·
Schmidt ·
Sedoen · 
Sgnaolin · 
Sivakov · 
Strazzer · 
Zen
Baffi · Baldo · Canzonieri · Cattai · Colombo · Finco · Hontsjenkov · Leoni · Loda · Oegroemov · A. Ongarato · R. Ongarato · Tosatto · Tronca · Grisjkin (stagiair) · Smirnov (stagiair) 
Baldato · Baldo · Ferrigato · Finco · Grisjkin · Hontsjenkov · Hvastija · Loda · Oegroemov · Ongarato · Simoni · Smirnov · Tosatto
- International Standard Name Identifier: 0000 0004 1706 4166
- Nationale Bibliotheek van Letland: 000154966
- Virtual International Authority File: 305091173